# 瓢箪山駅 (愛知県)
瓢箪山駅（ひょうたんやまえき）は、愛知県名古屋市守山区長栄にある名鉄瀬戸線の駅。駅番号はST09。

## 歴史
瀬戸線開業時には駅は設置されておらず、付近の住宅開発にあわせ、1936年（昭和11年）6月3日に開業した。名鉄合併前の瀬戸電気鉄道が最後に開業した駅である。
第二次世界大戦中、一時休止されたが、同時期に休止となった他の駅とは異なり、戦後すぐに再開した。
その後、長く無人駅であったが、1981年（昭和56年）に駅舎が建設され駅員が配備されるようになった。しかし、 2006年（平成18年）に駅舎を改築し、駅集中管理システムが導入され、再び無人化された。

### 年表
- 1936年（昭和11年）6月3日 - 瓢簞山駅として開業[注釈 1]。
- 1944年（昭和19年）- 休止。
- 1946年（昭和21年）9月15日 - 復活。
- 1978年（昭和53年）3月 - 4両編成対応のためホーム延伸。
- 1981年（昭和56年）10月6日 - 新駅舎完成[1]。駅務代行駅化[2]。
- 2005年（平成17年）1月29日 - 瓢箪山駅に改称。
- 2006年（平成18年）12月16日 - 駅舎ホーム改築、トランパス導入、駅集中管理システム稼動、無人駅化[注釈 2]。
- 2011年（平成23年）2月11日 - ICカード乗車券「manaca」供用開始。
- 2012年（平成24年）2月29日 - トランパス供用終了。

## 駅構造
相対式2面2線ホームの地上駅。かつては構内踏切によって両ホームが結ばれていたが、駅集中管理システム導入による駅舎改築によって解消され、現在はホームごとに改札口が独立している。また、かつては有人駅であったが、現在では同システムによって大曽根駅に管理される無人駅である。
| 番線 | 路線      | 方向 | 行先         |
| ---- | --------- | ---- | ------------ |
| 1    | ST 瀬戸線 | 下り | 尾張瀬戸方面 |
| 2    | ST 瀬戸線 | 上り | 栄町ゆき     |

ホーム有効長は、1978年（昭和53年）以降4両。ホームは大変狭いものの、急行と準急が高速で通過していくため注意が必要。なお、ホーム上にホーム番号の表示はない。駅構内のトイレは、上りホーム改札口横にある。
下りホームの駅舎はホームと同じ幅でしかないため、入場処理と出場処理をそれぞれ行なう、扉のない改札機が直列に設置されている。また、同じ理由から自動券売機設備の出入口とホームの出入口が別になっている。

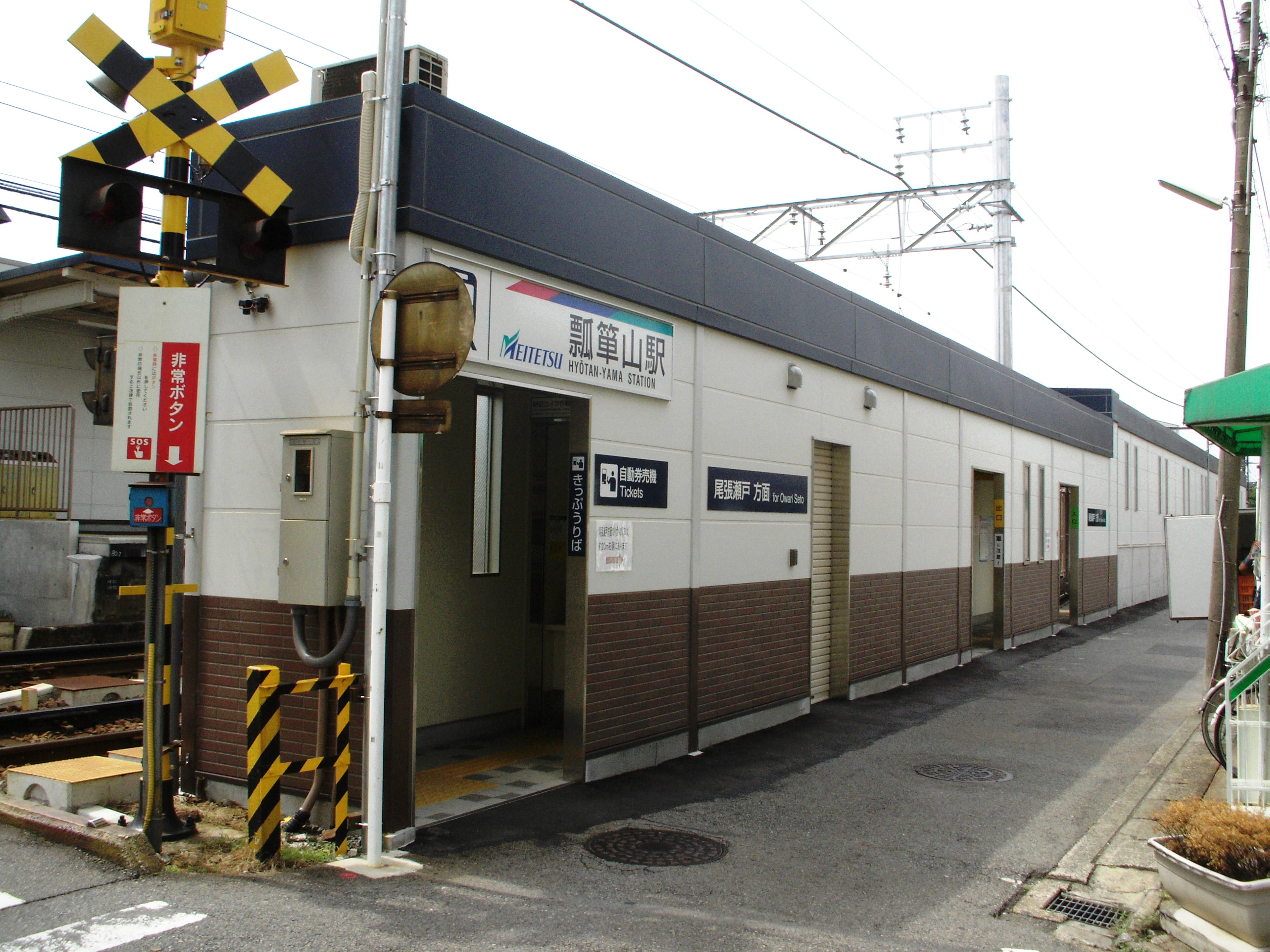
尾張瀬戸方面駅舎
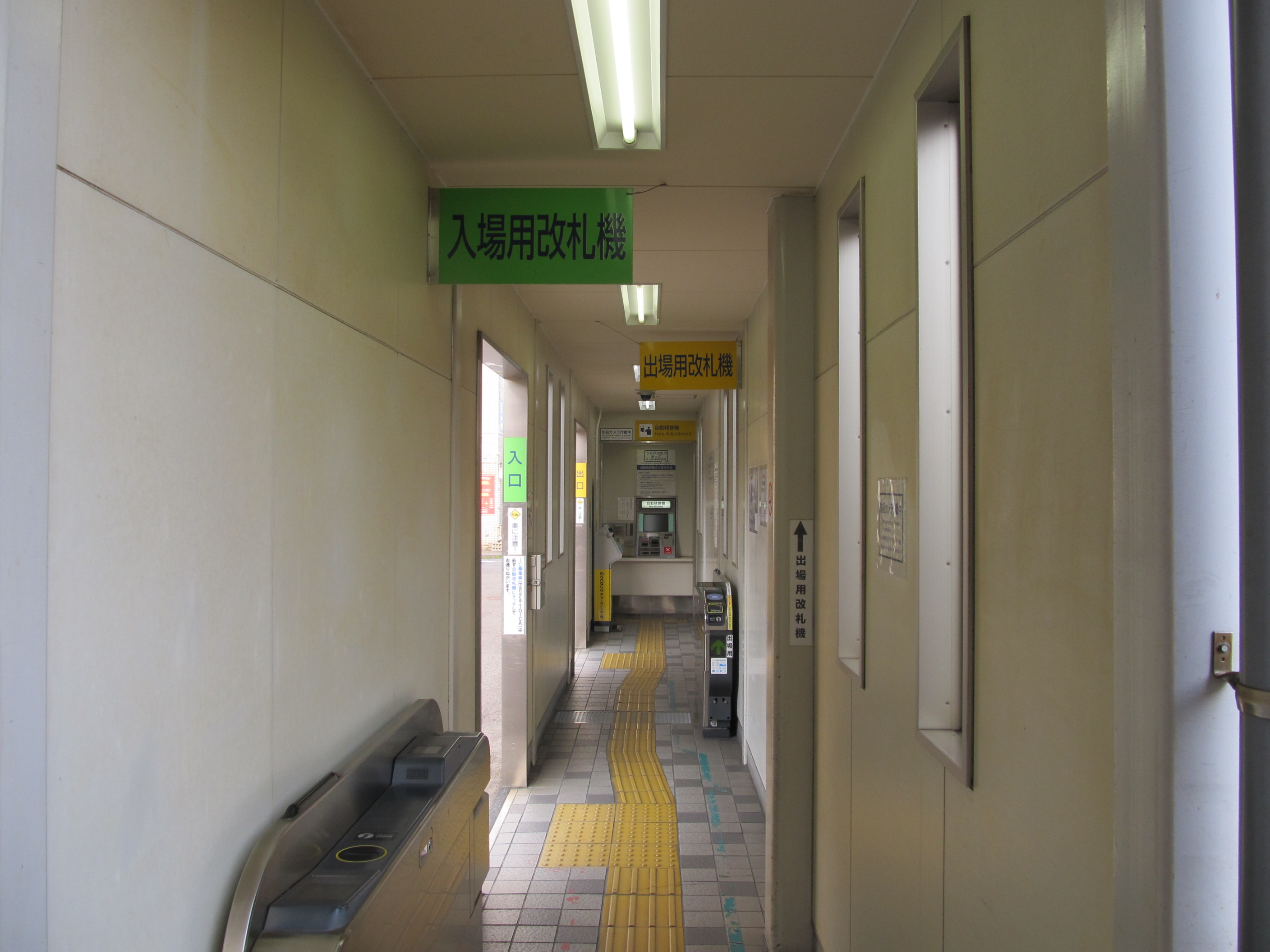
尾張瀬戸方面駅舎内の簡易改札
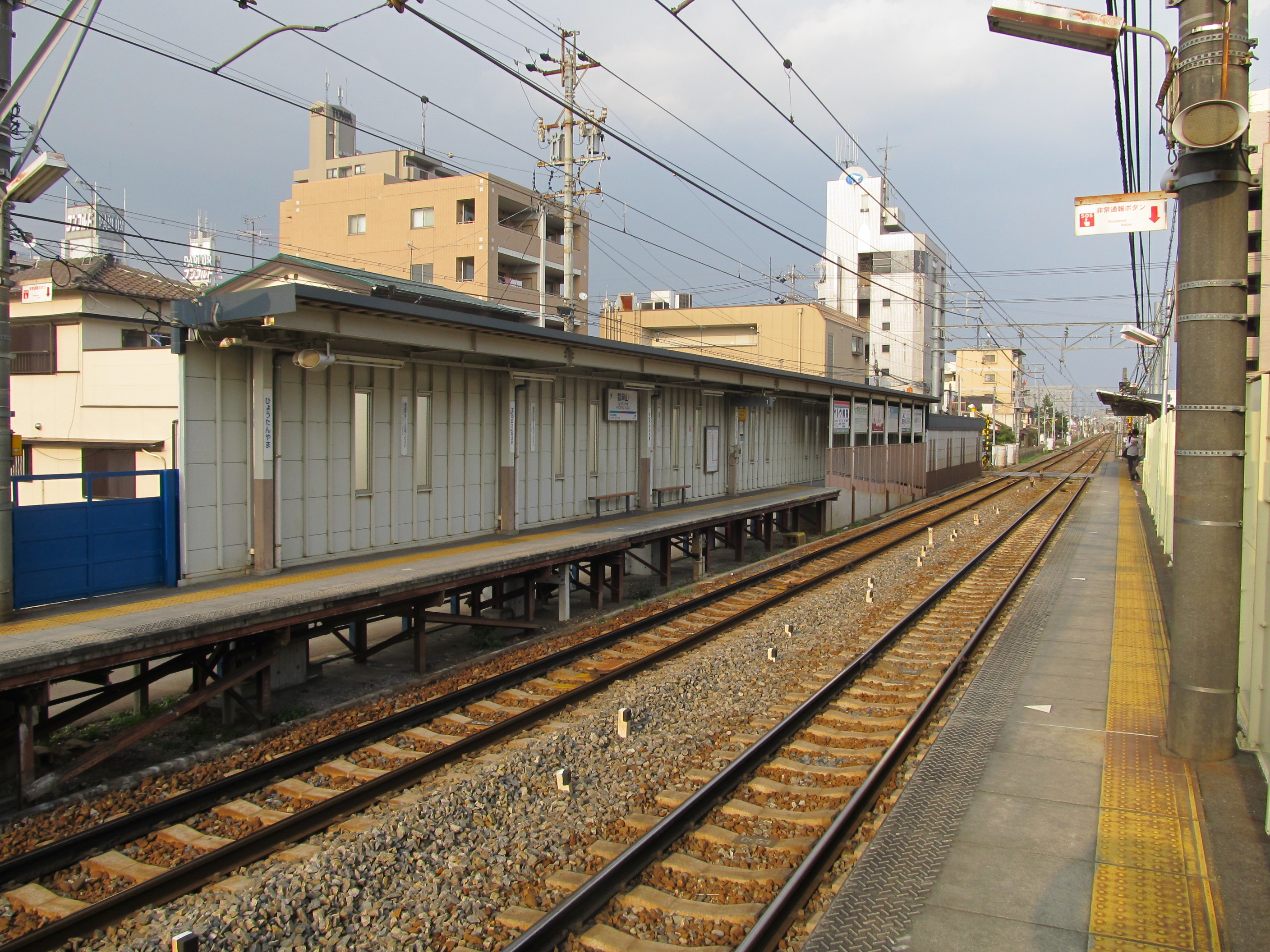
ホーム
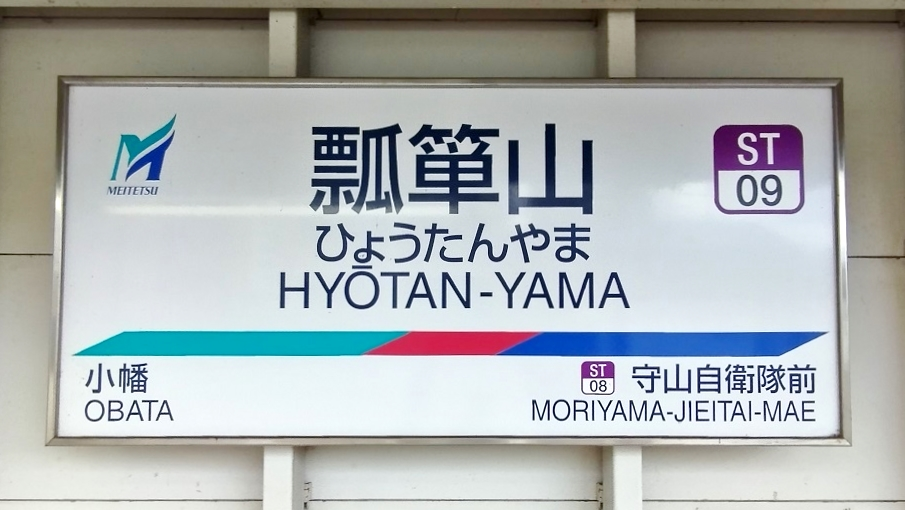
駅名標

### 配線図
| ← 尾張瀬戸方面 | 瓢箪山駅 構内配線略図 | → 大曽根・ 栄町方面 |
| 凡例 出典:     |                       |                     |

## 駅周辺

### 主な施設
- 守山瓢箪山古墳（北へ約300m）
- 名古屋瓢箪山郵便局（南へ約150m）
- 守山消防署（北東へ約150m）
- 名古屋市立守山中学校
- すいどう道緑道
- 瀬戸街道（愛知県道61号名古屋瀬戸線）
  - 瀬戸街道にある信号交差点は駅名とは異なり平仮名交じりの「ひょうたん山」となっている。
- ピアゴ守山店（北南へ約150m）

### 路線バス
最寄のバス停は、瓢箪山で、名古屋市営バス（名古屋市交通局）の下記路線が利用できる。
- 曽根11：大曽根（守山自衛隊・矢田経由）／緑ケ丘住宅（牛牧住宅経由）
- 千種13：千種駅前（守山自衛隊・矢田・古出来町経由）／緑ケ丘住宅（小幡稲荷公園経由・守山区役所経由）
- 守山11・守山巡回：新守山駅・上飯田
- 出入庫：新守山駅／大森車庫（喜多山・大森経由）

## 利用状況
- 「移動等円滑化取組報告書」によれば、2020年度の1日平均乗降人員は3,837人である[7]。
- 『名鉄120年：近20年のあゆみ』によると2013年度当時の1日平均乗降人員は3,998人であり、この値は名鉄全駅（275駅）中108位、瀬戸線（20駅）中13位であった[8]。
- 『名古屋鉄道百年史』によると1992年度当時の1日平均乗降人員は4,941人であり、この値は岐阜市内線均一運賃区間内各駅（岐阜市内線・田神線・美濃町線徹明町駅 - 琴塚駅間）を除く名鉄全駅（342駅）中94位、瀬戸線（19駅）中12位であった[9]。
- 「名古屋市統計年鑑」によると、当駅の一日平均乗車人員は、以下の通り推移している。
  - 2004年度：1,995人
  - 2005年度：1,951人
  - 2006年度：1,912人
  - 2007年度：1,988人
  - 2008年度：2,010人
  - 2009年度：1,983人
  - 2010年度：2,011人
  - 2011年度：2,011人
  - 2012年度：2,002人
  - 2013年度：2,028人
  - 2014年度：2,018人
  - 2015年度：2,138人
  - 2016年度：2,139人
  - 2017年度：2,153人
  - 2018年度：2,210人
  - 2019年度：2,317人

## 隣の駅
名古屋鉄道
ST 瀬戸線
■急行・■準急
通過
■普通
守山自衛隊前駅（ST08） - 瓢箪山駅（ST09） - 小幡駅（ST10）